# Wii MotionPlus
El Wii MotionPlus (Wiiモーションプラス) és un dispositiu d'expansió del controlador de videojocs Wii Remote de la Wii que permet capturar moviments complexos amb més precisió. Segons Nintendo, el sensor del dispositiu millora les capacitats de l'acceleròmetre i la barra de sensors del controlador Wii Remote permetent així que les accions es reflecteixin a la pantalla de forma exacta en temps real.

## Història
Nintendo va anunciar el Wii MotionPlus en un llançament de premsa el 14 de juliol de 2008, i l'endemà va revelar a una conferència de premsa a l'E3 Media & Business Summit. Va ser llançat el juny del 2009.
El 3 de maig de 2010, Nintendo va anunciar que inclouria el Wii MotionPlus al joc Wii Sports Resort sense incrementar-ne el preu.